# Алеппо Тауншип (округ Аллегені, Пенсільванія)
Алеппо Тауншип (англ. Aleppo Township) — селище (англ. township) в США, в окрузі Аллегені штату Пенсільванія. Населення — 1825 осіб (2020).

## Демографія
Згідно з переписом 2010 року, у селищі мешкало 1916 осіб у 1081 домогосподарстві у складі 432 родин. Було 1158 помешкань
Расовий склад населення:
| - 96,9 % — білих - 1,5 % — чорних або афроамериканців - 0,8 % — азіатів |

До двох чи більше рас належало 0,8 %. Частка іспаномовних становила 0,7 % від усіх жителів.
За віковим діапазоном населення розподілялося таким чином: 9,8 % — особи молодші 18 років, 35,3 % — особи у віці 18—64 років, 54,9 % — особи у віці 65 років та старші. Медіана віку мешканця становила 69,9 року. На 100 осіб жіночої статі у селищі припадало 71,2 чоловіків;  на 100 жінок у віці від 18 років та старших — 67,5 чоловіків також старших 18 років.
Середній дохід на одне домашнє господарство  становив 73 652 долари США (медіана — 55 357), а середній дохід на одну сім'ю — 111 227 доларів (медіана — 97 500). Медіана доходів становила 65 703 долари для чоловіків та 59 500 доларів для жінок. За межею бідності перебувало 3,1 % осіб, у тому числі 5,4 % дітей у віці до 18 років та 3,1 % осіб у віці 65 років та старших.
Цивільне працевлаштоване населення становило 532 особи. Основні галузі зайнятості: освіта, охорона здоров'я та соціальна допомога — 24,6 %, науковці, спеціалісти, менеджери — 16,9 %, виробництво — 10,2 %, транспорт — 9,4 %.